# Resham Sardar
Resham Sardar is een Nederlandse voetballer van Surinaamse komaf.
Sardar begon met voetbal bij SV Kijkduin waar hij op zijn zesde jaar gescout werd door Feyenoord. De daarop volgende zestien jaar heeft hij de gehele jeugdopleiding van deze club doorlopen. Naast alle jeugdteams bij Feyenoord heeft hij bij alle nationale elftallen tot het Nederlands elftal onder de 19 jaar gespeeld.
In het jaar 2007 maakte de aanvaller de overstap van Jong-Feyenoord naar FC Dordrecht. Voor deze club maakte hij op 31 augustus 2007 in de wedstrijd FC Dordrecht - RBC Roosendaal zijn eerste competitiedoelpunt en tevens zijn eerste goal in het betaalde voetbal. Vanaf het seizoen 2009/2010 speelt hij voor de zaterdag Hoofdklasser Rijnsburgse Boys. Met deze club promoveert hij naar de Zaterdag Topklasse. Hij beëindigde zijn loopbaan na het seizoen 2017/18 bij HFC EDO in het zaterdagteam. Hij werd assistent bij Rijnsburgse Boys en is daarnaast werkzaam als leraar op een basisschool.
| Seizoen | Club             | Wedstrijden | Doelpunten | Competitie             |
| ------- | ---------------- | ----------- | ---------- | ---------------------- |
| 2007/08 | FC Dordrecht     | 29          | 6          | Jupiler League         |
| 2008/09 | FC Dordrecht     | 11          | 1          | Jupiler League         |
| 2009/10 | Rijnsburgse Boys | 23          | 4          | Zaterdag Hoofdklasse A |
| 2010/11 | Rijnsburgse Boys | 17          | 2          | Zaterdag Topklasse     |
|         | Totaal           | 80          | 13         |                        |